# پچوری
شهر پچوری (به روسی: Печоры) در کشور روسیه و در اوبلاست پسکوف واقع شده‌است.